# قلعه پراگ
قلعهٔ پراگ (چکی: [Pražský hrad) یک مجتمع قلعه‌ای در شهر پراگ در کشور جمهوری چک است که در سدهٔ نهم میلادی ساخته‌شده و اقامت‌گاه رسمی رئیس‌جمهور جمهوری چک است. این قلعه جایگاه رسمی شاهان بوهم، شاهان امپراتوری مقدس روم و رئیس‌جمهور چکسلواکی بود. تاج‌های جواهر بوهمی در اتاقی مخفی در این قلعه نگهداری می‌شوند.
بنا بر رکوردهای جهانی گینس، قلعهٔ پراگ بزرگ‌ترین قلعه در جهان محسوب می‌شود و محدوده‌ای حدود ۷۰٫۰۰۰ متر مربع را در بَر می‌گیرد و حدود ۵۷۰ متر طول و به‌طور متوسط حدود ۱۳۰ متر عرض دارد.

## تاریخچه

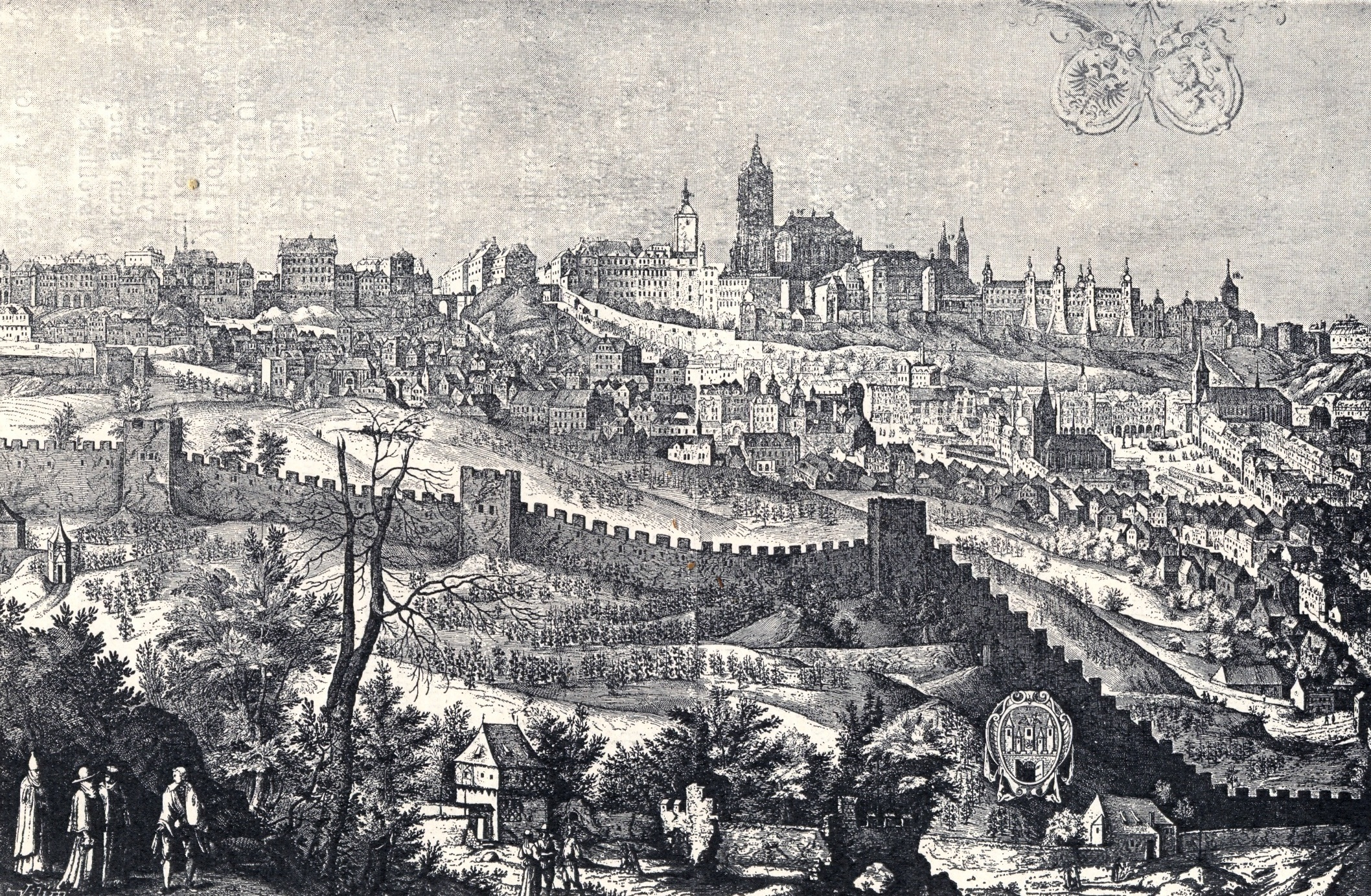
قلعهٔ پراگ در سال ۱۶۰۷ میلادی.

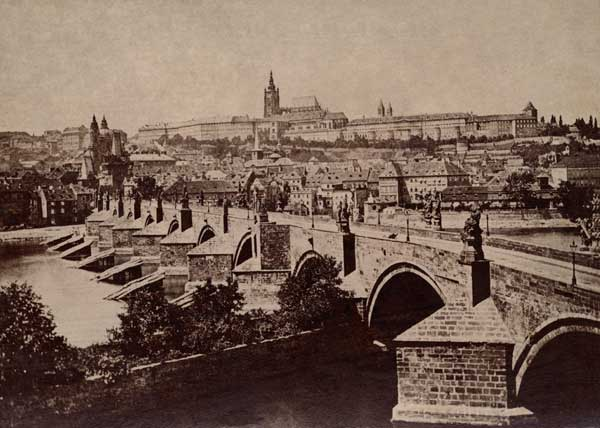
قلعهٔ پراگ در سال ۱۸۷۰ میلادی.

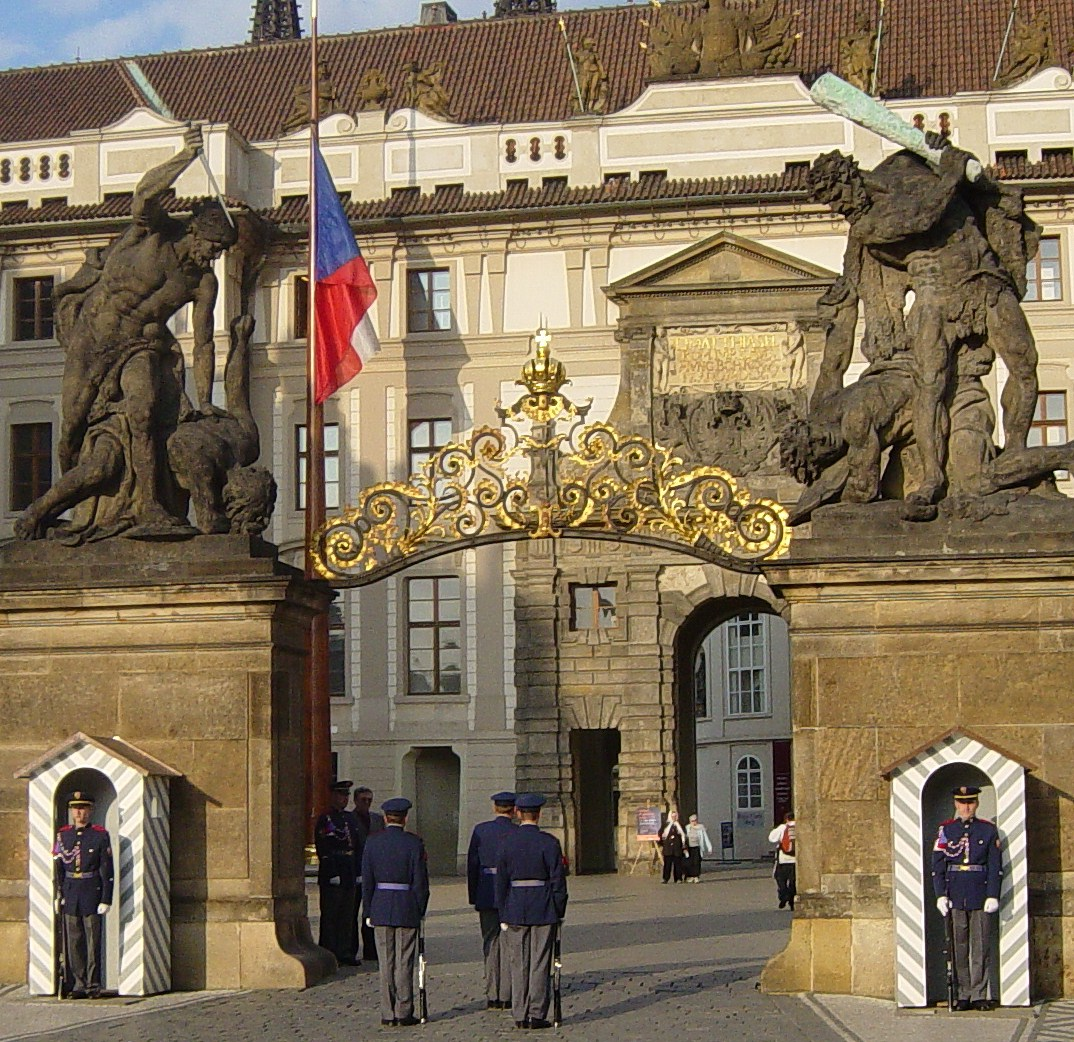
تعویض نگهبانان.

تاریخچهٔ قلعهٔ پراگ به سال ۸۷۰ میلادی بازمی‌گردد که اولین سازهٔ دیواردار آن، یعنی کلیسای مریم باکره در آن ساخته‌شد. کلیسای جورج مقدس و کلیسای ویتوس مقدس در دوران پادشاهی وراتیسلاو و پسرش سنت ونچسلاس، در نیمهٔ نخست سدهٔ دهم میلادی ساخته‌شدند.
نخستین صومعه در بوهم در این قلعه و در کنار کلیسای جورج مقدس ساخته‌شد و یک کاخ رومی نیز در سدهٔ دوازدهم میلادی در اینجا ساخته‌شد. در سدهٔ چهاردهم میلادی در دورهٔ فرمانروایی کارل چهارم، کاخ سلطنتی به سبک معماری گوتیک بازسازی شد و استحکامات آن تقویت گردید. به‌جای ساختمان مدور و کلیسای سنت ویتوس، ساخت یک کلیسای گوتیک بزرگ آغاز شد که تقریباً شش سده بعد تکمیل شد.
در طول جنگ‌های هوسی و دهه‌های بعد از آن، قلعه مسکونی نبود. در سال ۱۴۸۵ میلادی، اولاسلوی دوم قلعه را بازسازی کرد. تالار عظیم لادیسلاو (ساخته‌شده توسط بندیکت ریت) به کاخ سلطنتی افزوده‌شد و برج‌های دفاعی جدیدی نیز در قسمت شمالی قلعه ایجاد گردید.
آتش‌سوزی بزرگی در سال ۱۵۴۱ میلادی، بخش‌های بزرگی از قلعه را ویران کرد. در دوران فرمانروایی دودمان هابسبورگ سازه‌های جدیدی به سبک معماری رنسانس به قلعه اضافه گردید. فردیناند یکم، امپراتور مقدس روم کوشکی را به‌عنوان کاخ تابستانی برای همسرش آنا بنا کرد و رودلف دوم، امپراتور مقدس روم از قلعهٔ پراگ به‌عنوان اقامتگاه اصلی خود استفاده کرد و بال شمالی کاخ را به‌همراه تالار اسپانیایی، که در آن مجموعه‌های هنری باارزش خود را به نمایش گذاشته بود، ایجاد کرد.
در سال ۱۶۱۸ میلادی، انقلاب بوهم آغاز شد و در خلال جنگ‌های پس از آن، قلعه آسیب دید و تخریب شد. آثار بسیاری از مجموعهٔ هنری رودلف دوم، امپراتور مقدس روم در سال ۱۶۴۸ میلادی، در جریان نبر پراگ که آخرین مرحله از جنگ سی‌ساله بود، توسط سوئدی‌ها غارت شد.
آخرین بازسازی عظیم قلعه، در نیمهٔ دوم سدهٔ ۱۸ میلادی توسط ماریا ترزا، اتریش پی‌گیری شد. به‌دنبال کناره‌گیری وی در سال ۱۸۴۸ میلادی و جانشینی برادرزاده‌اش، فرانتس یوزف یکم، امپراتور سابق، فردیناند یکم، قلعهٔ پراگ را به‌عنوان اقامتگاهش انتخاب کرد.
در سال ۱۹۱۸ میلادی، این قلعه محل اقامت رئیس‌جمهور چکسلواکی، توماش مازاریک شد؛ و کاخ سلطنتی و باغ‌هایش توسط معمار اسلونیایی، یوژه پلچنیک بازسازی گردید؛ در این دوره ساخت کلیسای ویتوس مقدس به اتمام رسید (در ۲۸ سپتامبر ۱۹۲۹ میلادی) و عملیات بازسازی توسط جانشین پلچنیک، پاول یاناک تا سال ۱۹۳۶ میلادی ادامه یافت.
در ۱۵ مارس ۱۹۳۹ میلادی، یعنی مدت کوتاهی پس از حملهٔ نازی‌ها، آدولف هیتلر یک شب را در این قلعه سپری کرد. در دوران اشغال چکسلواکی توسط آلمان در جنگ جهانی دوم، قلعهٔ پراگ به مرکز فرماندهی راینهارد هایدریش، فرماندار رایش در بوهم و موراویا تبدیل شد. پس از آزادسازی چکسلواکی، قلعهٔ پراگ محل دفاتر دولت کمونیست چکسلواکی شد.

## سبک‌های معماری قلعهٔ پراگ

کلیسای ویتوس مقدس

در ساخت ساختمان‌های قلعهٔ پراگ سبک‌های گوناگون معماری مورد استفاده قرار گرفته‌اند، برای نمونه، کلیسای ویتوس مقدس به سبک معماری گوتیک و کلیسای جورج مقدس به سبک معماری رمانسک ساخته شده‌اند.

### کلیساها

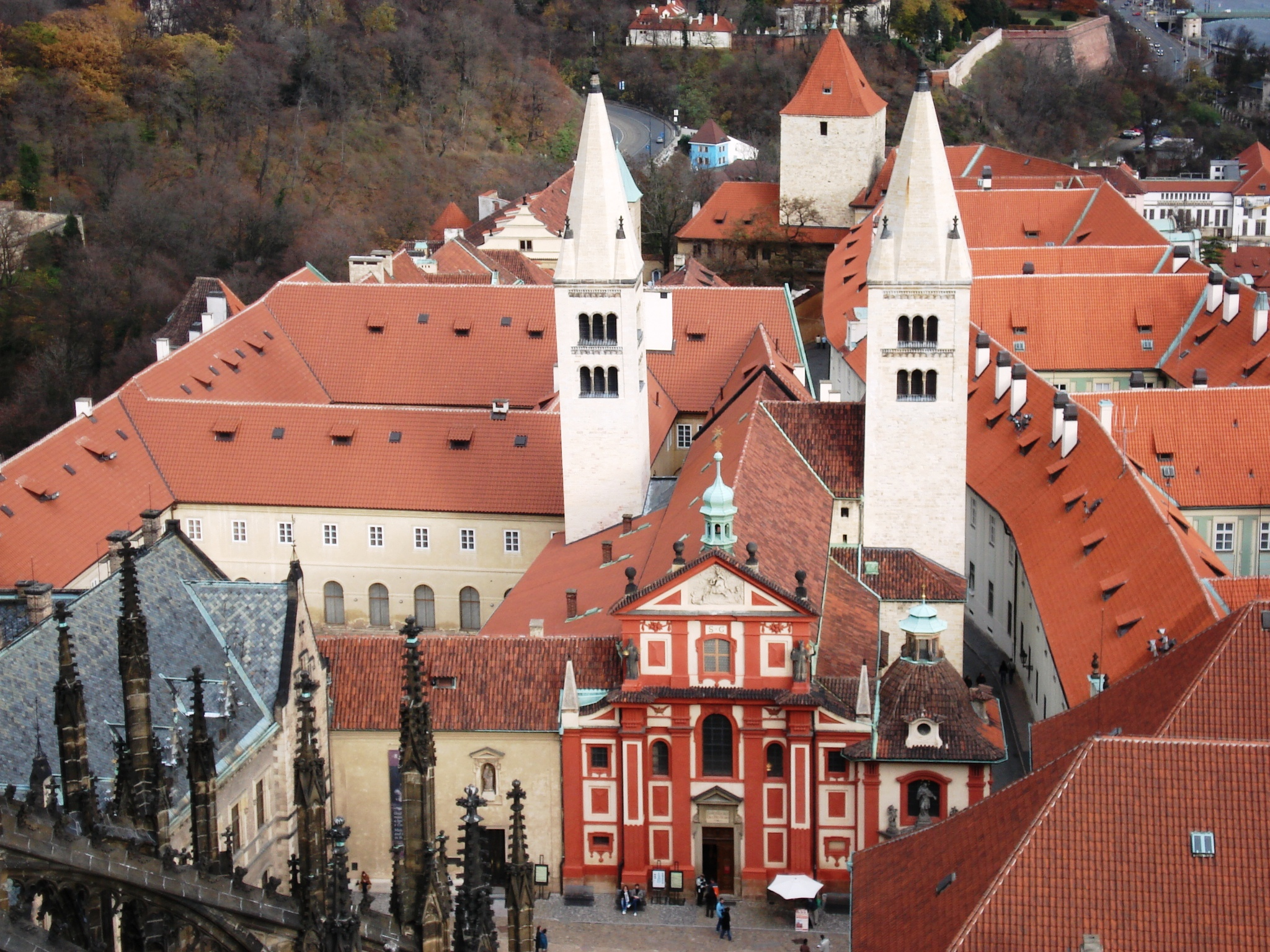
کلیسای جورج مقدس

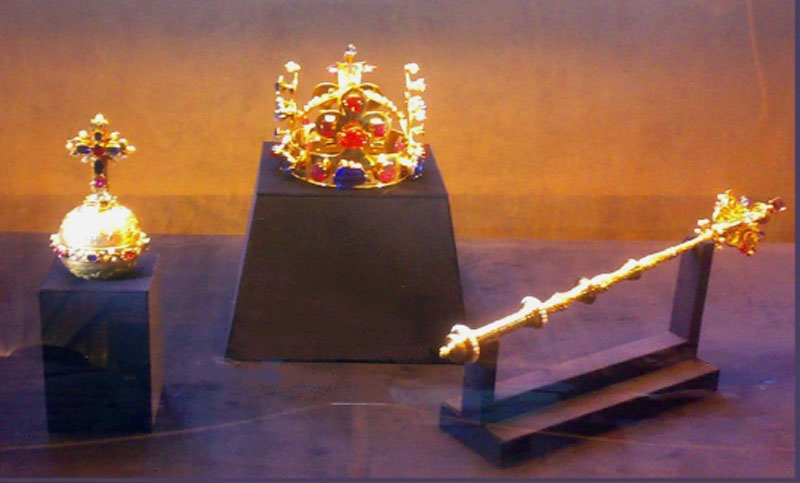
تاج‌های جواهر بوهم چهارمین تاج قدیمی در اروپا.

- کلیسای جامع سنت ویتوس
- کلیسای سنت جورج
- کلیسای همهٔ قدیسین
- نمازخانهٔ صلیب مقدس

### کاخ‌ها
- کاخ سلطنتی قدیمی
- کوشک یا قصر تابستانی سلطنتی
- کاخ لُبکُویسز
- کاخ سلطنتی جدید

### تالارها
- تالار ستون‌دار
- تالار اسپانیایی، نگارخانهٔ رودلف و تالار روث‌مایر
- تالار لادیسلاو

### دیگر سازه‌ها
- برج دالیبُر
- برج پودر یا میهولکا
- کوچهٔ طلایی
- خانهٔ بورگریو
- تالار توپ‌بازی
- مدرسهٔ سوارکاری
- محل اقامت قدیمی شهردار
- محل اقامت جدید شهردار

### باغ‌ها
- باغ سلطنتی
- باغ تراس مدرسهٔ سوارکاری
- باغ سنگر و استحکامات
- باغ جنوبی
  - باغ بهشت
  - باغ روی باروها
  - باغ هارتیگ
- خندق گوزن

2 Hradní brána
3 První nádvoří
4 Matthias Gate
5 Druhé nádvoří
6 Třetí nádvoří
7 Náměstí U Svatého Jiří
8 Ulice Jiřská
9 Východní brána
10 Staré zámecké schody
11 Na Valech
12 Rajská zahrada
13 Nové zámecké schody
14 Na Baště, Čtvrté nádvoří
15 Prašný most
16 Jelení příkop
17 Opyš
18 Ulice Vikářská
19 Kohl's Fountain
20 Studna
21 Obelisk (Prague Castle)

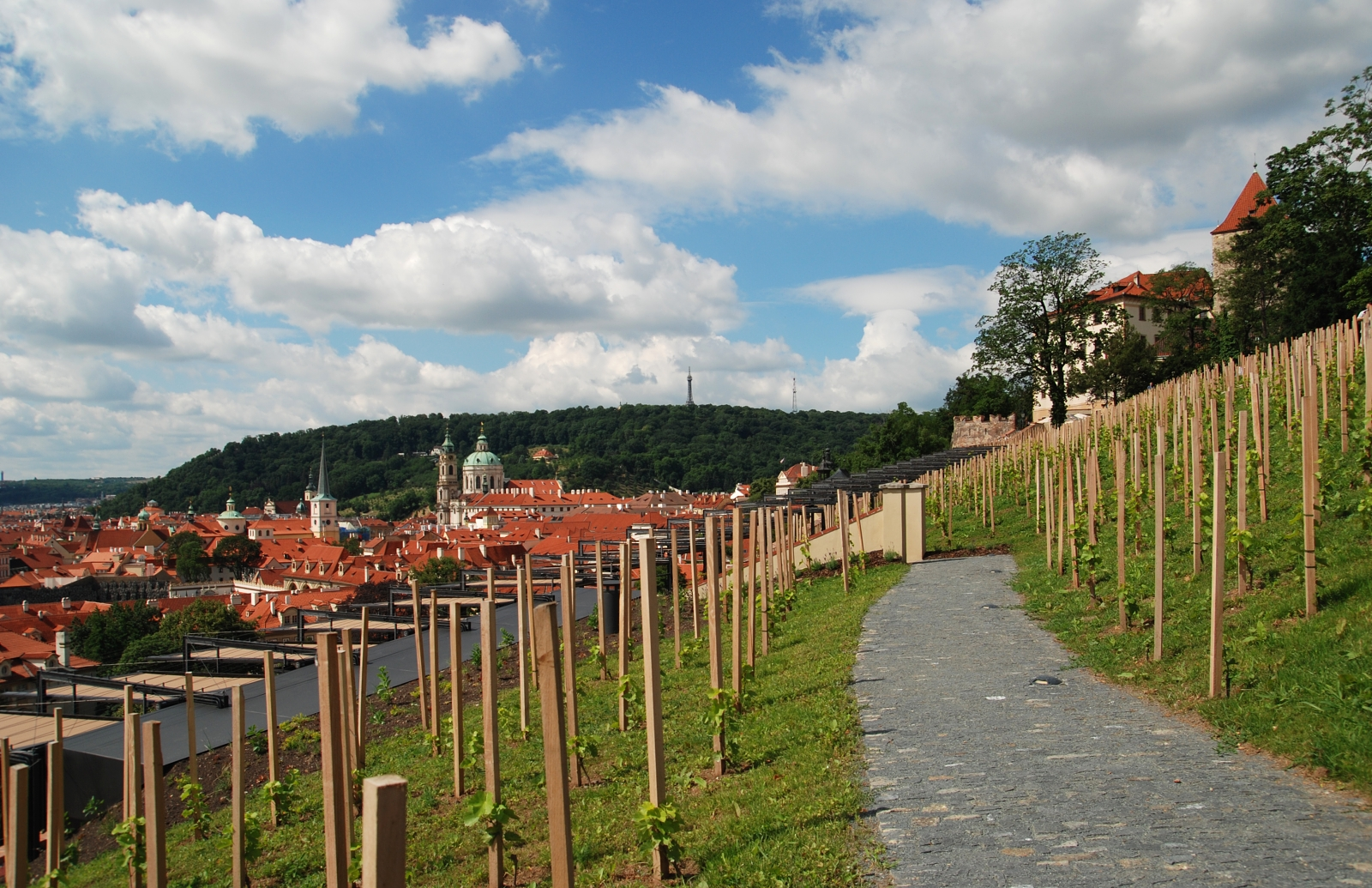

22 Statue of Saint George, Prague Castle
23 Kaple svatého Kříže
24 Plečnikova sloupová síň
25 Obrazárna Pražského hradu
26 Spanish Hall (Prague Castle)
27 Císařská konírna
28 Příjezd k bytu prezidenta
29 کلیسای ویتوس مقدس
30 Průhled do vykopávek
31 Staré proboštství
32 Na Vikárce a Slévárenský dvůr
33 Mihulka
34 Orlí kašna
35 Býčí schodiště
36 Prezidentská kancelář a byt
37 Old Royal Palace (Prague)
38 Jezdecké schody
39 Vladislav Hall
40 Kapitulní knihovna
41 Nové proboštství
42 کلیسای جورج مقدس
43 Ústav šlechtičen
44 All Saints Church (Prague Castle)
45 Golden Lane
46 Staré purkrabství
47 Lobkowicz Palace
48 St. George's Convent, Prague
49 Bílá věž (dnešní)
50 Daliborka